# آرثر غيليغان
آرثر غيليغان (بالإنجليزية: Arthur Gilligan)‏ هو لاعب كرة قدم أسترالية نيوزيلندي، ولد في 18 أكتوبر 1879 في Palmerston, New Zealand ‏ في نيوزيلندا، وتوفي في 9 يوليو 1963 في Yan Yean, Victoria ‏ في أستراليا.

## وصلات خارجية
- آرثر غيليغان على موقع AustralianFootball.com (الإنجليزية)
- آرثر غيليغان على موقع AFLtables.com (الإنجليزية)